# Biotoecus opercularis
Biotoecus opercularis (Synonym: Saraca opercularis Steindachner, 1875), im deutschen auch als  Sandhügel-Zwergbuntbarsch oder Sandhügel-Zwergcichlide bezeichnet, ist eine kleine südamerikanische Buntbarschart, die im mittleren Amazonasbecken zwischen den Flüssen Rio Negro und Rio Branco im Westen und dem unteren Rio Trombetas und dem unteren Rio Tapajós im Osten vorkommt.

## Merkmale
Die Fischart besitzt einen langgestreckten Körper und einen kurzen, spitz zulaufenden Kopf und ist mit einer Maximallänge von etwa fünf Zentimetern einer der kleinsten Buntbarscharten Südamerikas. Auffallend ist der sehr lange Schwanzstiel. Die Grundfärbung der Fische ist graugrün, der Bauch ist weißlich. Kiemendeckel und Körperseiten können abhängig von den Lichtverhältnissen hellgrün schimmern. Unterhalb der Rückenflosse, auf den Flanken und auf dem Schwanzstiels befinden sich je fünf schwach sichtbare dunkle Flecken. Die vorderen drei Flecken auf dem Rücken können mit den unterhalb liegenden Flankenflecken zu Querstreifen verschmelzen. Die Flossen sind weitgehend transparent. Bei Weibchen in Brutstimmung verfärben sich die Bauchflossen orange bis braunrot. bei ausgewachsenen Männchen sind die obere und untere Ecke der Schwanzflosse fadenartig verlängert, außerdem sind die Bauchflossen sehr viel länger. Von Biotoecus dicentrarchus, der zweiten Art der Gattung Biotoecus, unterscheidet sich Biotoecus opercularis durch die Anzahl der Afterflossenhartstrahlen (3 bei B. opercularis, 2 bei B. dicentrarchus) und den normal langen ersten Hartstrahlen der Rückenflosse (verlängert bei B. dicentrarchus).

## Lebensraum und Vermehrung
Biotoecus opercularis kommt in Schwarzwasserflüssen mit weichem Wasser und einem niedrigen pH-Wert vor und ernährt sich von kleinen Wirbellosen. Die Fische sind Höhlenbrüter, die ihren Laich an der Decke ihres Verstecks platzieren. Laich und Larven werden ausschließlich vom Weibchen umsorgt und gepflegt, während sich das Männchen um die Verteidigung des Brutreviers kümmert. Nach dem Freischwimmen der Jungfische werden sie von beiden Eltern geführt und beschützt.

## Belege
1. 1 2  Horst Linke, Wolfgang Staek: Amerikanische Cichliden I, Kleine Buntbarsche. Tetra-Verlag, Bissendorf 1997, ISBN 3-8935-6153-6. S. 179 u. 180.